# Phare de Man Island
Le phare de Man Island est un phare actif situé sur l'atoll de Man Island appartenant administrativement au district de North Eleuthera (archipel d'Eleuthera), aux Bahamas. Il est géré par le Bahamas Port Department 

## Histoire
Ce phare est situé sur l'île inhabitée à statut privé de Man Island, au nord de lagrande île d'Eleuthera.

## Description
Ce phare est une tour métallique à claire-voie, avec une galerie et une lanterne de 18 m de haut. La tour est blanche. Il émet, à une hauteur focale de 28 m, trois éclats blancs par période de 3 secondes. Sa portée est de 12 milles nautiques (environ 22 km).
Identifiant : ARLHS : BAH-... - Amirauté : J4682 - NGA : 110-12204 .

### Lien connexe
- Liste des phares des Bahamas